# 560 a.C.

## Eventos
- 55a olimpíada: Hipóstrato de Crotona, vencedor do estádio pela segunda vez. Ele havia vencido na olimpíada anterior.[1]
- Durante esta olimpíada,[Nota 1] Ciro se torna rei dos persas.[1]